# Pleurothallis sextonii
Pleurothallis sextonii är en orkidéart som beskrevs av Carlyle August Luer. Pleurothallis sextonii ingår i släktet Pleurothallis och familjen orkidéer.
Artens utbredningsområde är Colombia. Inga underarter finns listade i Catalogue of Life.